# لياندرينهو (لاعب كرة قدم مواليد 1993)
لياندرينهو (بالبرتغالية: Leandrinho‏) هو لاعب كرة قدم برازيلي في مركز الوسط، ولد في 25 سبتمبر 1993 في إسبينوزا (ميناس جرايس) في البرازيل يلعب في نادي الجندل السعودي. لعب مع نادي سانتوس.

## وصلات خارجية
- لياندرينهو (لاعب كرة قدم) على موقع قاعدة بيانات كرة القدم.إي يو (الإنجليزية)
- لياندرينهو (لاعب كرة قدم) على موقع Soccerway.com (الإنجليزية)
- لياندرينهو (لاعب كرة قدم) على موقع AS.com (الإسبانية)